# Los Puiols (Cellers)
Los Puiols és un indret i partida de camps de conreu de secà del terme municipal de Castell de Mur, dins de l'antic terme de Guàrdia de Tremp, al Pallars Jussà, en territori del poble de Cellers.
Està situat un quilòmetre a l'oest-nord-oest del poble de Cellers, a l'esquerra de la llau de la Grallera. És al sud-est de la partida de Grallera, al nord-est de los Pous, a ponent de les Solanes i al nord-oest dels Mallols d'Agustí. És al nord-est de la Font dels Mallols.